# Musculus temporalis
De musculus temporalis of slaapspier is een van de kauwspieren. De musculus temporalis bevindt zich voor het grootste gedeelte in de fossa temporalis (de ruimte boven de jukboog), tussen de laterale schedelwand en de fasica temporalis. Taak van de musculus temporalis is het sluiten van de mond en het terugtrekken van de onderkaak.
Men onderscheidt drie delen aan de spier, de pars anterior, de pars posterior (enkel van elkaar te onderscheiden in trekrichting) en de pars profunda. De pars anterior en pars profunda kunnen het makkelijkst van elkaar onderscheiden worden door hun insertie (aanhechting van de spier op het bewegende deel), namelijk de ramus mandibulae en de processus coronoides mandibulae. De spier is het dikst aan de voorzijde en wordt naar achteren toe steeds dunner. Het grootste deel van de spiervezels komt van de zijkant van de schedel, van een gebied dat boven begrensd wordt door de linea temporalis inferior en onder door onder andere de crista infratemporalis van het os sphenoidale.
De musculus temporalis wordt geïnnerveerd door de nervi temporales profundi en de nervus mandibularis. Net als de andere kauwspieren, stamt de musculus temporalis af van de eerste viscerale boog.
De musculus temporalis kan gevoeld worden op de slapen, wanneer men knarsetandt.